# Dunfermline
Dunfermline, en gaèlic Dùn Phàrlain és una ciutat del centre d'Escòcia i centre administratiu del districte de Dunfermline, a la regió de Fife, està situada sobre una talaia que ofereix una bella panoràmica. El seu nom prové del gaèlic "Dùn Fearam Linn", que significa "Castell a la corba del rierol". Actualment, Dunfermline té més de 40.000 habitants.

## Història
Durant l'Edat Mitjana, Dunfermline va créixer entorn de l'abadia benedictina (Abadia de Dumferline, d'estil normand) fundada al segle xi i conclosa a principis del segle xii, en la qual es troba enterrat Robert I d'Escòcia, conegut com a Robert the Bruce. L'any 1624, el foc gairebé va destruir la ciutat. Al segle xviii, es va transformar per primera vegada en un important centre d'elaboració de lli. Els seus productes manufacturats més destacats són el lli i el domàs; les indústries de tint i decoloració són les que més ocupació proporcionen.
Dunfermline va ser el lloc de naixement de l'industrial americà Andrew Carnegie, qui va fer donació d'una biblioteca, uns banys públics, un teatre i el parc Pittencrieff, de 24 hectàrees, i d'Ian Anderson, compositor, flautista i cantant del grup Jethro Tull; també allà van residir i van formar el grup The Skids. La ciutat és, a més, la seu central de Carnegie Trusts.
Està agermanat amb les ciutats de Logronyo (Espanya), Sarasota (USA), Trondheim (Noruega) i Wilhelmshaven (Alemanya).

## Galeria

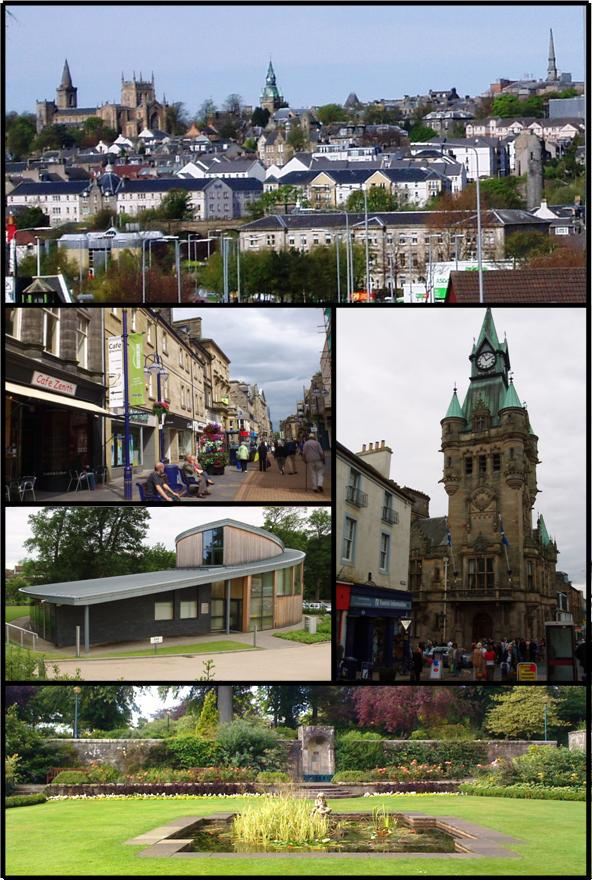
Diferents vistes
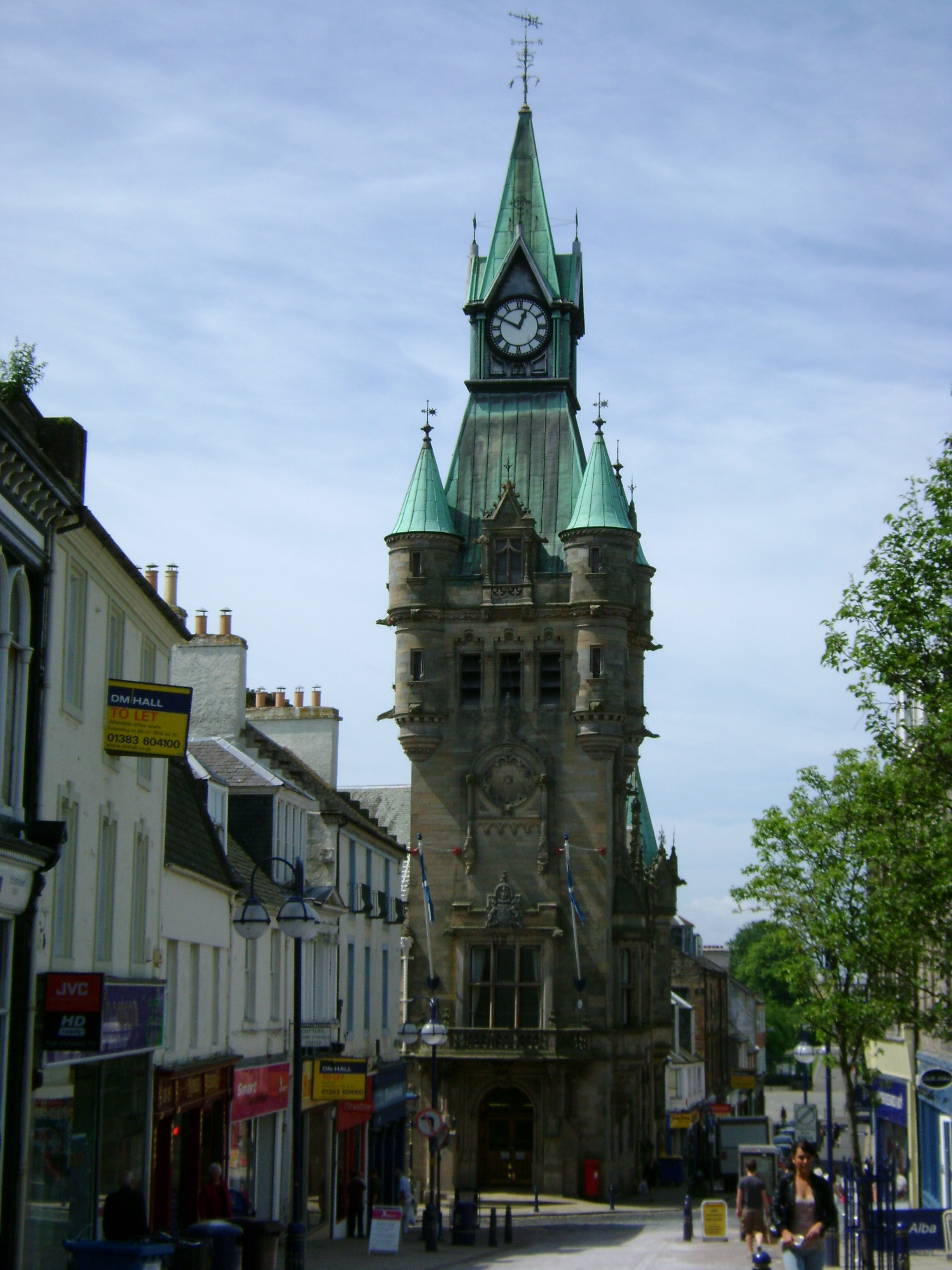
City Chambers
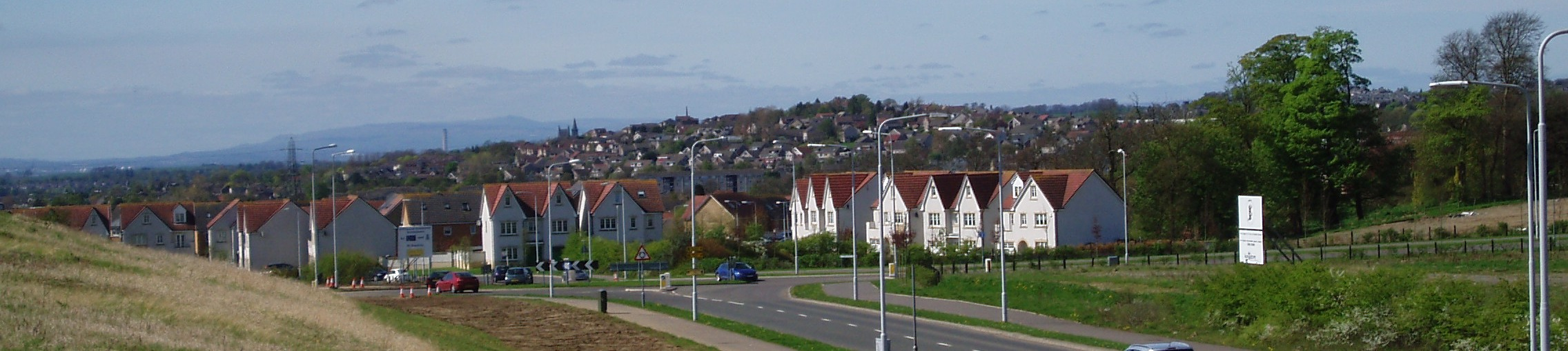
Panorama
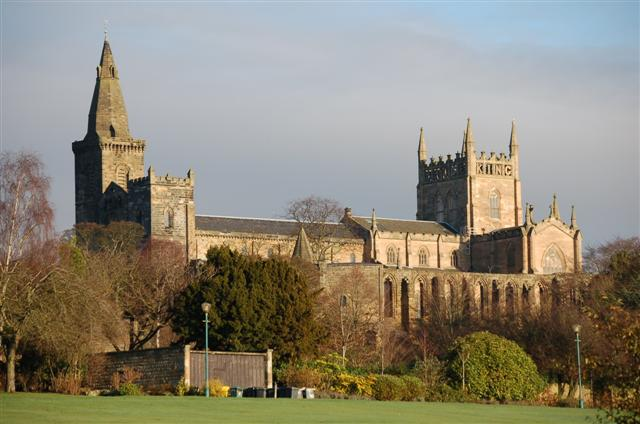
Abadia de Dunfermline